# Oreopanax anchicayanus
Oreopanax anchicayanus är en araliaväxtart som beskrevs av José Cuatrecasas. Oreopanax anchicayanus ingår i släktet Oreopanax och familjen Araliaceae. Inga underarter finns listade.